# Marshall Bay
Die Marshall Bay ist eine 3 km breite Bucht an der Südküste von Coronation Island im Archipel der Südlichen Orkneyinseln. Sie liegt zwischen dem Kap Hansen und dem Kap Vik.
Der norwegische Walfängerkapitän Petter Sørlle (1884–1933) nahm zwischen 1912 und 1913 eine grobe Kartierung der Bucht vor. Teilnehmer der britischen Discovery Investigations präzisierten diese im Jahr 1933. Namensgeber ist der britische Chirurg und Bakteriologe Edward Hillis Marshall (1885–1975), Mitglied im Exekutivkomitees der Discovery Investigations.